# Mistrovství světa ve florbale žen 2005
Mistrovství světa ve florbale žen 2005 bylo 5. ročníkem mistrovství světa žen. Konalo se v Singapuru od 30. května do 5. června 2005. Bylo to poprvé co se mistrovství světa ve florbale konalo mimo Evropu.
Zvítězilo Švýcarsko. Je to dodnes jediné mistrovství světa žen, ve kterém zvítězil jiný stát než Švédsko a Finsko. Česko skončilo sedmé, stejně jako na předešlém mistrovství a uhájilo tak místo v Divizi A. V obou případech to bylo nejhorší umístění českého ženského týmu v historii.
Celkem v obou divizích soutěžilo 17 týmů, tedy o jeden méně než na minulém mistrovství.

## Místa konání
| Singapur        | Singapur         | Singapur              |
| Indoor Stadium  | Ite College East | Woodlands Sports Hall |
| Kapacita: 8 000 | Kapacita: 1 500  | Kapacita: 500         |
|                 |                  |                       |

## Základní část

### Skupina A
| Poř. | Tým      | Z | V | R | P | VG | IG | +/- | B |
| ---- | -------- | - | - | - | - | -- | -- | --- | - |
| 1.   | Švédsko  | 3 | 3 | 0 | 0 | 36 | 3  | +33 | 6 |
| 2.   | Norsko   | 3 | 2 | 0 | 1 | 25 | 19 | +6  | 4 |
| 3.   | Rusko    | 3 | 1 | 0 | 2 | 9  | 27 | +26 | 2 |
| 4.   | Japonsko | 3 | 0 | 0 | 3 | 5  | 26 | +21 | 0 |

| 30. května 2005 | Norsko | 11 : 41 | Rusko |  |  |

| 30. května 2005 | Japonsko | 1 : 91 | Švédsko |  |  |

| 31. května 2005 | Japonsko | 1 : 13 | Norsko |  |  |

| 31. května 2005 | Švédsko | 13 : 11 | Rusko |  |  |

| 2. června 2005 | Švédsko | 14 : 11 | Norsko |  |  |

| 2. června 2005 | Rusko | 14 : 31 | Japonsko |  |  |

### Skupina B
| Poř. | Tým       | Z | V | R | P | VG | IG | +/- | B |
| ---- | --------- | - | - | - | - | -- | -- | --- | - |
| 1.   | Švýcarsko | 3 | 3 | 0 | 0 | 16 | 6  | +10 | 6 |
| 2.   | Finsko    | 3 | 2 | 0 | 1 | 18 | 8  | +10 | 4 |
| 3.   | Lotyšsko  | 3 | 1 | 0 | 2 | 4  | 16 | -12 | 2 |
| 4.   | Česko     | 3 | 0 | 0 | 3 | 4  | 12 | -8  | 0 |

| 30. května 2005 | Finsko | 6 : 7 | Švýcarsko |  |  |

| 30. května 2005 | Lotyšsko | 4 : 3 | Česko |  |  |

| 31. května 2005 | Finsko | 9 : 0 | Lotyšsko |  |  |

| 31. května 2005 | Švýcarsko | 5 : 0 | Česko |  |  |

| 2. června 2005 | Česko | 1 : 3 | Finsko |  |  |

| 2. června 2005 | Švýcarsko | 4 : 0 | Lotyšsko |  |  |

## O medaile
Všechny časy zápasů jsou uvedeny v singapurském čase (UTC +8, SELČ +6).

### Pavouk
|  | Semifinále | Semifinále | Semifinále |  |  | Finále      | Finále      | Finále      |
|  |            |            |            |  |  |             |             |             |
|  | 1A         | Švédsko    | 2          |  |  |             |             |             |
|  | 2B         | Finsko     | 3          |  |  |             |             |             |
|  |            |            |            |  |  |             | Finsko      | 3           |
|  |            |            |            |  |  |             | Švýcarsko   | 4           |
|  | 1B         | Švýcarsko  | 5          |  |  |             |             |             |
|  | 2A         | Norsko     | 1          |  |  | Třetí místo | Třetí místo | Třetí místo |
|  |            |            |            |  |  |             | Švédsko     | 15          |
|  |            |            |            |  |  |             | Norsko      | 1           |

### Semifinále
| 4. června 2005 16:00 | Švédsko | 2 : 3 (1:1, 0:1, 1:1) | Finsko | Indoor Stadium, Singapur Návštěvnost: 1941 |  |

| Zpráva |

| 4. června 2005 13:00 | Švýcarsko | 5 : 1 (1:0, 3:0, 1:1) | Norsko | Indoor Stadium, Singapur Návštěvnost: 1100 |  |

| Zpráva |

### O 3. místo
| 5. června 2005 11:00 | Švédsko | 15 : 1 (3:0, 5:0, 7:1) | Norsko | Indoor Stadium, Singapur Návštěvnost: 531 |  |

| Zpráva |

### O 1. místo
| 5. června 2005 17:00 | Finsko | 3 : 4 (1:2, 1:1, 1:1) | Švýcarsko | Indoor Stadium, Singapur Návštěvnost: 1241 |  |

| Zpráva |

## O umístění

### O 7. místo
| 3. června 2005 17:30 | Japonsko | 0 : 4 (0:0, 0:2, 0:2) | Česko | Ite College East, Singapur Návštěvnost: 301 |  |

| Zpráva |

### O 5. místo
| 3. června 2005 20:30 | Lotyšsko | 10 : 2 (2:0, 6:0, 2:2) | Rusko | Ite College East, Singapur Návštěvnost: 192 |  |

| Zpráva |

## Konečná tabulka
| Pořadí           | Tým       |
| ---------------- | --------- |
| Zlatá medaile    | Švýcarsko |
| Stříbrná medaile | Finsko    |
| Bronzová medaile | Švédsko   |
| 4.               | Norsko    |
| 5.               | Lotyšsko  |
| 6.               | Rusko     |
| 7.               | Česko     |
| 8.               | Japonsko  |

Japonsko sestoupilo do Divize B.

## All Star tým
Brankářka –  Laura Tomatis

Obrana –  Paula Johten,  Simone Berner

Útok –  Karolina Widar,  Petra Kundert,  Katriina Saarinen

## Divize B
Protože se na dalším mistrovství Divize A rozšířila na 10 týmů, postoupily v tomto ročníku z divize B tři.
| Pořadí | Tým        |
| ------ | ---------- |
| 9.     | Dánsko     |
| 10.    | USA        |
| 11.    | Singapur   |
| 12.    | Německo    |
| 13.    | Austrálie  |
| 14.    | Maďarsko   |
| 15.    | Nizozemsko |
| 16.    | Španělsko  |
| 17.    | Malajsie   |